# 古斯塔夫·舒夫特
古斯塔夫·舒夫特（德語：Gustav Schuft，1876年6月16日—1948年2月8日），生于柏林，德国男子竞技体操运动员。他曾获得1896年夏季奥运会体操比赛男子团体单杠和团体双杠金牌。